# Ben Washam
Benjamin Alfred Washam (Arkansas, 15 marzo 1915 – Contea di Los Angeles, 28 marzo 1984) è stato un animatore e regista statunitense. È conosciuto principalmente per aver lavorato sotto la direzione di Chuck Jones per quasi 30 anni.

## Biografia
Washam lavorò presso la Warner Bros. Cartoons dal 1941 al 1962, principalmente sotto la direzione di Chuck Jones. Nei primi anni '60 lavorò anche su alcuni cartoni animati televisivi. Quando Jones venne licenziato dalla Warner Bros., Washam e altri animatori che avevano lavorato sotto Jones alla Warner lo seguitono alla Metro-Goldwyn-Mayer; Washam diresse anche un paio di cortometraggi di Tom & Jerry distribuiti nel 1967. A partire dall'autunno del 1967 e per diversi anni, Washam (un talento naturale come insegnante) insegnò volentieri l'animazione senza alcun costo ad ansiosi, giovani studenti in lezioni settimanali condotte nella sua casa di Laurel Canyon. Spiegò che "l'animazione è stata buona con me e voglio dare qualcosa in cambio". In effetti fu così, poiché molti degli studenti di Washam dalla fine degli anni '70, incluso lo scenografo di The Ren & Stimpy Show Eddie Fitzgerald, ha continuato a guidare l'età d'argento dell'animazione durante gli anni '90. Gli ultimi lavori di Washam furono l'animazione di spot per Jay Ward e il disegno di scenografie per la casa di produzione di Jones, e si ritirò nel 1979. Oltre alla sua abilità come animatore, in Chuck Reducks Jones lo citò anche come abile sceneggiatore (suoi sono alcuni dialoghi in Pennelli, rabbia e fantasia). Washam morì nella Contea di Los Angeles il 28 marzo 1984, all'età di 69 anni.